# Joël Smets
Joël Smets   (Mol, 6 d'abril de 1969) és un ex-pilot de motocròs flamenc, guanyador de cinc Campionats del Món en la categoria de 500cc (una d'elles en la de 650 cc, després anomenada MX3). També formà part de l'equip belga guanyador del Motocross des Nations els anys 1995, 1997 i 2003.
Amb les seves 57 victòries en Gran Premi, Smets ocupa la quarta plaça a la llista de guanyadors de tots els temps.

## Trajectòria esportiva
Anomenat The Flemish Lion ("El Lleó Flamenc") durant la seva carrera, Smets deu el seu nom a Joël Robert, el pilot preferit dels seus pares. No va començar a competir fins que no feu els 17 anys, i relativament aviat va debutar a l'escena internacional. El 1993 Smets guanyà el Gran Premi d'Alemanya i acabà la temporada del Campionat del Món de 500 cc en tercera plaça. Un any després, pilotant la Vertemati, guanyà dos Grans Premis i repetí el tercer lloc final. El 1995, com a oficial de Husaberg, assolí el seu primer títol mundial en la categoria dels 500 cc tot succeint el nord-americà Trampas Parker. La lluita entre Parker i Smets fou molt dura i es decidí en favor del belga al darrer Gran Premi de la temporada, a Alemanya.
Tot i perdre el títol la temporada de 1996 en favor del neozelandès Shayne King, Smets el recuperà el 1997. Seguí la seva ratxa de títols en 500 cc el 1998 amb Husaberg i el 2000 pilotant una KTM. El 2003 va competir contra el seu compatriota Stefan Everts i el francès Mickael Pichon en la nova categoria Motocross GP creada per la FIM aquell any, en què es redissenyaren les tres categories existents (125, 250 i 500 cc) esdevenint 125cc, Motocross GP, i 650cc (a partir del 2004: MX2, MX1 i MX3, respectivament). Smets aconseguí amb la KTM la segona plaça final darrere Everts, en una emocionant temporada. Aquell any Smets competí també en la categoria 650cc, després anomenada MX3, guanyant-ne el títol mundial i aconseguint la seva 57a victòria en Gran Premi.
De cara al 2004 va fitxar per Suzuki, amb la mala sort de patir una seriosa lesió a la primera cursa de la temporada, la Mantova International, perdent tota opció a revalidar el títol. La temporada del 2005, mancat encara de plena forma, no pogué batre Everts a la pista. Sí que guanyà alguna cursa, però no assolí cap victòria en Gran Premi. La seva temporada acabà sobtadament al circuit de Gaildorf, Alemanya, quan es lesionà el genoll. Despatxat per Suzuki, a mitjan temporada Smets anuncià la seva retirada dels Grans Premis.

### Retirada
A començaments de la temporada del 2006 Smets signà amb MTM Suzuki per a competir en curses internacionals i en el Campionat de Bèlgica. Després d'això, Smets es retirà de la competició internacional i nacional definitivament.
A començaments del 2007 Smets dirigia un petit equip de curses, passant a mitjana temporada a BMW per tal de treballar en el desenvolupament del seu nou model d'enduro de 450 cc, per la qual cosa prengué part en algunes proves del Campionat del Món d'enduro.

## Palmarès internacional
| Any          | Motocicleta  | Campionat del Món | Campionat del Món | MXDN |
| Any          | Motocicleta  | 500cc             | 250cc             | MXDN |
| ------------ | ------------ | ----------------- | ----------------- | ---- |
| 1992         | Honda        | 4t                | -                 |      |
| 1993         | Husaberg     | 3r                | -                 |      |
| 1994         | Vertemati    | 3r                | -                 |      |
| 1995         | Husaberg     | 1r                | -                 | 1r   |
| 1996         | Husaberg     | 2n                | -                 |      |
| 1997         | Husaberg     | 1r                | -                 | 1r   |
| 1998         | Husaberg     | 1r                | -                 |      |
| 1999         | Husaberg     | 3r                | -                 |      |
| 2000         | KTM          | 1r                | -                 |      |
| 2001         | KTM          | 2n                | -                 |      |
| 2002         | KTM          | 2n                | -                 |      |
|              |              | 650cc             | Mx GP             |      |
| 2003         | KTM          | 1r                | 2n                | 1r   |
|              |              | MX3               | MX1               |      |
| 2004         | Suzuki       | -                 | - *               |      |
| 2005         | Suzuki       | -                 | 6è *              |      |
| Total títols | Total títols | 5                 | 0                 | 3    |

Notes
1. ↑  La classificació consignada a MXDN fa referència a la posició final obtinguda per l'equip estatal
2. ↑  S'assenyalen amb * les temporades en què es lesionà